# Arvanites
Els arvanites són un grup de població radicat a Grècia, tradicionalment parlen la llengua arvanítica, una varietat de l'albanès, juntament amb el grec. Històricament, arvanitis (grec: αρβανίτης) significava 'albanès' en general; actualment, fa referència exclusivament als que emigraren a Grècia, mentre que els albanesos en general són anomenats alvaní (grec: αλβανοί).
Es van establir al sud de Grècia durant la baixa edat mitjana i van ser la població dominant en algunes parts del Peloponès, Àtica i Beòcia fins al segle XIX. Actualment els arvanites s'identifiquen com a grecs com a resultat d’un procés d’assimilació i no es consideren albanesos. La llengua arvanítica es troba en estat d’esgotament a causa del canvi lingüístic cap al grec, la migració interna a gran escala cap a les ciutats i la posterior barreja de la població durant el segle xx.